# Rabobank Cycling Team/Saison 2008
Die Mannschaft und Ergebnisse des Teams Rabobank in der Saison 2008.

## Saison 2008

### Mannschaft
| Name                | Geburtstag         | Nationalität |
| ------------------- | ------------------ | ------------ |
| Mauricio Ardila     | 21. Mai 1979       | Kolumbien    |
| Jan Boven *         | 28. Februar 1972   | Niederlande  |
| Graeme Brown        | 9. April 1979      | Australien   |
| Laurens ten Dam     | 13. November 1980  | Niederlande  |
| Michiel Elijzen     | 31. August 1982    | Niederlande  |
| Theo Eltink         | 27. November 1981  | Niederlande  |
| Jos van Emden       | 18. Februar 1985   | Niederlande  |
| Juan Antonio Flecha | 17. September 1977 | Spanien      |
| Rick Flens          | 11. April 1983     | Niederlande  |
| Óscar Freire        | 15. Februar 1976   | Spanien      |
| Robert Gesink       | 31. Mai 1986       | Niederlande  |
| Bram de Groot       | 18. Dezember 1974  | Niederlande  |
| Mathew Hayman       | 20. April 1978     | Australien   |
| Pedro Horrillo      | 27. September 1974 | Spanien      |
| Dmitriy Kozontchuk  | 5. April 1984      | Russland     |
| Sebastian Langeveld | 17. Januar 1985    | Niederlande  |
| Tom Leezer          | 26. Dezember 1985  | Niederlande  |
| Gerben Löwik        | 29. Juni 1977      | Niederlande  |
| Marc de Maar        | 15. Februar 1984   | Niederlande  |
| Paul Martens        | 26. Oktober 1983   | Deutschland  |
| Denis Menschow      | 25. Januar 1978    | Russland     |
| Koos Moerenhout     | 5. November 1973   | Niederlande  |
| Bauke Mollema       | 26. November 1986  | Niederlande  |
| Grischa Niermann    | 3. November 1975   | Deutschland  |
| Joost Posthuma      | 8. März 1981       | Niederlande  |
| Kai Reus            | 11. März 1985      | Niederlande  |
| Bram Tankink        | 3. Dezember 1978   | Niederlande  |
| William Walker      | 31. Oktober 1985   | Australien   |
| Pieter Weening      | 5. April 1981      | Niederlande  |

### Abgänge-Zugänge
| Zugänge                   | Team 2007             | Abgänge                    | Team 2008            |
| ------------------------- | --------------------- | -------------------------- | -------------------- |
| Michiel Elijzen           | Cofidis               | Kai Reus                   | Rabobank Continental |
| Bram Tankink              | Quick Step-Innergetic | Léon van Bon               | Trek-Marco Polo      |
| Laurens ten Dam           | Unibet.com            | Max van Heeswijk           | Willems Veranda      |
| Paul Martens              | Skil-Shimano          | Michael Boogerd            | Karriereende         |
| Tom Leezer                | Rabobank Continental  | Michael Rasmussen          | Dopingsperre         |
| Bauke Mollema             | Rabobank Continental  | Thorwald Veneberg          | Unbekannt            |
| Kai Reus (ab 29.06.)      | Rabobank Continental  | Jan Boven (bis 16.04.)     | Karriereende         |
| Jos van Emden (ab 01.09.) | Rabobank Continental  | Thomas Dekker (bis 14.08.) | Silence-Lotto        |

* Jan Boven beendete am 16. April 2008 nach dem Grand Prix Scheldeprijs seine Karriere.

### Erfolge

#### Erfolge in der UCI ProTour
In den Rennen der Saison 2008 der UCI ProTour gelangen die nachstehenden Erfolge.
| Datum    | Rennen                   | Fahrer       |
| -------- | ------------------------ | ------------ |
| 9. April | Gent–Wevelgem            | Óscar Freire |
| 14. Juni | 1. Etappe Tour de Suisse | Óscar Freire |

#### Erfolge in der UCI Europe Tour
In den Rennen der Saison 2008 der UCI Europe Tour gelangen die nachstehenden Erfolge.
| Datum         | Rennen                                  | Fahrer              |
| ------------- | --------------------------------------- | ------------------- |
| 11. Februar   | Trofeo Cala Millor-Cala Bona            | Graeme Brown        |
| 20. Februar   | 3. Etappe Kalifornien-Rundfahrt         | Robert Gesink       |
| 4. März       | 1. Etappe Murcia-Rundfahrt              | Graeme Brown        |
| 12. März      | 1. Etappe Tirreno–Adriatico             | Óscar Freire        |
| 17. März      | 6. Etappe Tirreno–Adriatico             | Óscar Freire        |
| 30. März      | 1. Etappe Critérium International       | Laurens ten Dam     |
| 3. April      | 3b. Etappe Drei Tage von De Panne (EZF) | Joost Posthuma      |
| 1.–3. April   | Gesamtwertung Drei Tage von De Panne    | Joost Posthuma      |
| 4.–8. Juni    | Gesamtwertung Luxemburg-Rundfahrt       | Joost Posthuma      |
| 19. Juli      | 14. Etappe Tour de France               | Óscar Freire        |
| 23. August    | 4. Etappe Rothaus Regio-Tour            | Grischa Niermann    |
| 10. September | 11. Etappe Vuelta a España              | Óscar Freire        |
| 10. September | Gesamtwertung Circuit Franco-Belge      | Juan Antonio Flecha |